# Agapostemon obscuratus
Agapostemon obscuratus är en biart som beskrevs av Cresson 1869. Agapostemon obscuratus ingår i släktet Agapostemon och familjen vägbin. Inga underarter finns listade i Catalogue of Life.